# Der Weg des Todes
Der Weg des Todes ist ein deutsches Stummfilmmelodram aus dem Jahre 1916 mit Maria Carmi in der Hauptrolle.

## Handlung
Der Graf und seine Frau Marie leben eine glückliche Ehe, bis plötzlich ein Fremder in ihr Leben eindringt. Um ihn loszuwerden, entschließen sich beide, das Land zu verlassen und sich in einem mit mehreren Kerkerverliesen ausgestatteten alten Schloss niederzulassen. Eines Tages taucht der Fremde auch dort auf. Er lädt sich selbst zu einem Fest ein und drängt Marie zu einem nächtlichen Rendezvous.
Erst jetzt erkennt sie den Mann. Es ist Rolf, ein früherer Geliebter aus der Zeit, als Marie noch als Straßenhure anschaffen ging. Rolf bedrängt sie deshalb, weil er sie unbedingt zurückhaben will. Um ihn ein für alle Mal loszuwerden, geht die Frau zum Schein auf seine Wünsche ein, lockt ihn auf das Schloss und kerkert den lästigen Ex-Liebhaber in einem der Verliese ein. Vom schlechten Gewissen getrieben, gesteht Marie dann aber ihrem Gatten ihre zweifelhafte Vergangenheit. Schließlich lässt sie Rolf wieder frei, atmet giftige Dämpfe ein und stirbt auf der Schlosstreppe.

## Produktionsnotizen
Der Weg des Todes entstand Ende 1916 und erhielt Jugendverbot. Der vieraktige Film passierte im Januar 1917 die Zensur und war je nach Fassung 1538 bzw. 1545 Meter lang. Die Uraufführung erfolgte im Februar 1917. In Wien lief Der Weg des Todes am 14. September 1917 an.
Conrad Veidt gab hier sein Filmdebüt. Die Filmbauten schuf Robert A. Dietrich.

## Kritik
„Er ist, wie es ja bei allen Films dieser Serie der Fall ist, infolge seiner hochdramatischen Handlung geeignet, die Kunst der berühmten "Carmi" ins rechte Licht zu setzen. (...) Vollendet wie das Spiel der Künstlerin ist auch die ganze Aufmachung des Films, die sich der modernsten technischen Mittel bedient und uns durch die Pracht der Aufnahmen in Erstaunen versetzt.“